# Europeiska inomhusmästerskapen i friidrott 2023 – Damernas tresteg
Damernas tresteg vid europeiska inomhusmästerskapen i friidrott 2023 avgjordes mellan den 3 och 4 mars 2023 på Ataköy Athletics Arena i Istanbul i Turkiet.

## Medaljörer
| Guld                   | Silver                 | Brons                    |
| Tuğba Danışmaz Turkiet | Dariya Derkach Italien | Patrícia Mamona Portugal |

## Rekord
| Innan tävlingens start fanns följande rekord | Innan tävlingens start fanns följande rekord | Innan tävlingens start fanns följande rekord | Innan tävlingens start fanns följande rekord | Innan tävlingens start fanns följande rekord |
| -------------------------------------------- | -------------------------------------------- | -------------------------------------------- | -------------------------------------------- | -------------------------------------------- |
| Världsrekord                                 | Yulimar Rojas (VEN)                          | 15,74                                        | Belgrad, Serbien                             | 20 mars 2022                                 |
| Europeiskt rekord                            | Tatiana Lebedeva (RUS)                       | 15,36                                        | Budapest, Ungern                             | 6 mars 2004                                  |
| Mästerskapsrekord                            | Ashia Hansen (GBR)                           | 15,16                                        | Valencia, Spanien                            | 28 februari 1998                             |
| Världsårsbästa                               | Liadagmis Povea (CUB)                        | 14,81                                        | Liévin, Frankrike                            | 15 februari 2023                             |
| Europaårsbästa                               | Maryna Bech-Romantjuk (UKR)                  | 14,41                                        | Karlsruhe, Tyskland                          | 27 januari 2023                              |

## Program
Alla tider är lokal tid (UTC+03:00).
| Datum       | Tid   | Omgång |
| ----------- | ----- | ------ |
| 3 mars 2023 | 11:10 | Kval   |
| 4 mars 2023 | 19:50 | Final  |

## Resultat

### Kval
Kvalregler: Hopp på minst 14,10 meter 0Q0 eller de 8 friidrottare med längst hopp 0q0 gick vidare till finalen.
| Placering | Namn                | Nationalitet | #1    | #2    | #3    | Resultat | Noteringar |
| --------- | ------------------- | ------------ | ----- | ----- | ----- | -------- | ---------- |
| 1         | Tuğba Danışmaz      | Turkiet      | 13,81 | 14,09 |       | 14,09    | 0q0        |
| 2         | Patrícia Mamona     | Portugal     | 14,09 | x     |       | 14,09    | 0q0        |
| 3         | Dariya Derkach      | Italien      | 13,81 | 13,98 |       | 13,98    | 0q0        |
| 4         | Ottavia Cestonaro   | Italien      | 13,98 |       |       | 13,98    | 0q0        |
| 5         | Kira Wittmann       | Tyskland     | 13,57 | 13,96 |       | 13,96    | 0q0        |
| 6         | Neja Filipič        | Slovenien    | x     | 13,94 | 13,18 | 13,94    | 0q0, 0SB0  |
| 7         | Dovilė Kilty        | Litauen      | 13,28 | 13,48 | 13,83 | 13,83    | 0q0, 0SB0  |
| 8         | Maja Åskag          | Sverige      | x     | 13,67 | 13,82 | 13,82    | 0q0, 0=SB0 |
| 9         | Adrianna Laskowska  | Polen        | x     | 13,66 | 13,76 | 13,76    | 0=SB0      |
| 10        | Spyridoula Karydi   | Grekland     | 13,60 | x     | x     | 13,60    | 0SB0       |
| 11        | Yekaterina Sariyeva | Azerbajdzjan | x     | 13,55 | 13,40 | 13,55    | 0NR0       |
| 12        | Aina Grikšaitė      | Litauen      | 13,38 | 13,48 | 13,50 | 13,50    |            |
| 13        | Elena Taloș         | Rumänien     | 13,31 | 13,39 | 13,28 | 13,39    |            |
| 14        | Diana Zagainova     | Litauen      | x     | 13,30 | 13,37 | 13,37    |            |
| 15        | Eva Pepelnak        | Slovenien    | 13,32 | 13,28 | x     | 13,32    |            |
| 16        | Aleksandra Nacheva  | Bulgarien    | 13,26 | 13,12 | 13,09 | 13,26    |            |
| 17        | Paola Borović       | Kroatien     | 13,03 | x     | 13,24 | 13,24    |            |
| 18        | Yana Sargsyan       | Armenien     | 12,76 | 12,84 | x     | 12,84    | 0SB0       |

### Final
Finalen startade klockan 19:50.
| Placering | Namn              | Nationalitet | #1    | #2    | #3    | #4    | #5    | #6    | Resultat | Noteringar |
| --------- | ----------------- | ------------ | ----- | ----- | ----- | ----- | ----- | ----- | -------- | ---------- |
| 1         | Tuğba Danışmaz    | Turkiet      | 14,31 | 14,11 | x     | x     | x     | x     | 14,31    | 0NR0       |
| 2         | Dariya Derkach    | Italien      | 13,97 | 14,20 | 13,54 | 14,08 | x     | 11,87 | 14,20    |            |
| 3         | Patrícia Mamona   | Portugal     | 14,16 | 13,98 | x     | x     | 13,90 | 13,41 | 14,16    |            |
| 4         | Ottavia Cestonaro | Italien      | 13,98 | 13,88 | x     | x     | 14,03 | 14,08 | 14,08    |            |
| 5         | Neja Filipič      | Slovenien    | 13,92 | x     | 13,54 | x     | x     | 13,05 | 13,92    |            |
| 6         | Dovilė Kilty      | Litauen      | x     | 13,92 | 13,52 | x     | x     | 13,36 | 13,92    | 0SB0       |
| 7         | Kira Wittmann     | Tyskland     | 11,92 | 13,73 | 13,79 | 13,74 | 13,64 | 13,66 | 13,79    |            |
| 8         | Maja Åskag        | Sverige      | x     | x     | x     | x     | 13,39 | 13,64 | 13,64    |            |